# Leptostylis petiolata
Leptostylis petiolata är en tvåhjärtbladig växtart som beskrevs av Willem Willen Vink. Leptostylis petiolata ingår i släktet Leptostylis och familjen Sapotaceae. IUCN kategoriserar arten globalt som sårbar. Inga underarter finns listade i Catalogue of Life.